# Apristurus stenseni
Apristurus stenseni és un peix de la família dels esciliorrínids i de l'ordre dels carcariniformes.

## Morfologia
Pot assolir els 23 cm de longitud total.

## Reproducció
És ovípar.

## Distribució geogràfica
Es troba a les costes de Panamà.